# Englisches Haus (Muskauer Park)

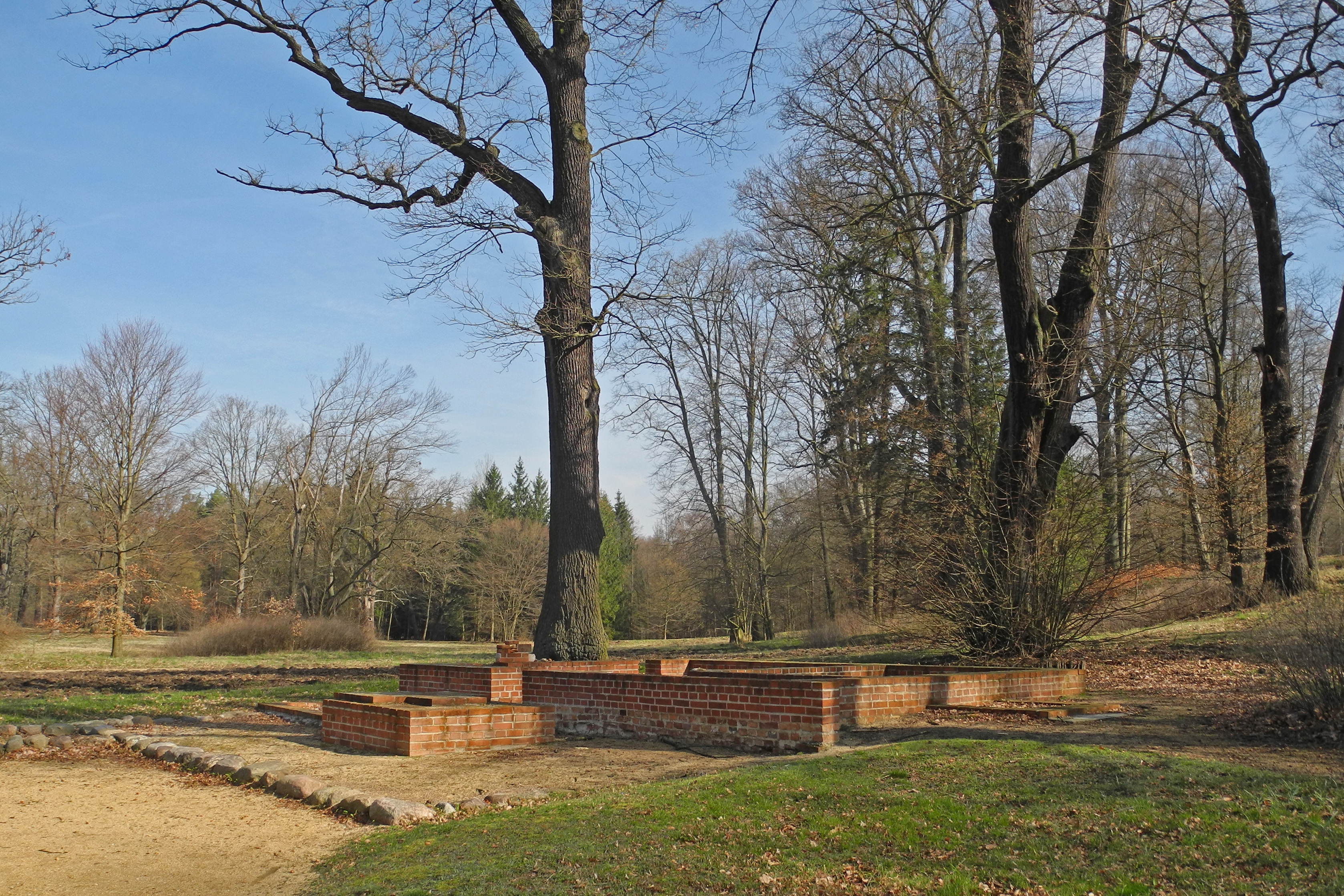
Fundamente des ehem. Englischen Hauses

Das Englische Haus (poln. Domek Angielski) war ein historisches Haus im nordöstlichen Teil des Muskauer Parks am östlichen Neißeufer. Das in der Nähe der Englischen Brücke gelegene Gebäude war früher ein beliebtes Ausflugslokal.

## Geschichte
Das Haus wurde um 1820 für Hermann von Pückler-Muskau errichtet.  Nach dem Zweiten Weltkrieg wurde der Bau komplett zerstört. Heute existieren nur noch die Gebäudefundamente.